# Agua Caliente de Linaca
Agua Caliente de Linaca är en ort i Honduras.   Den ligger i departementet Choluteca, i den södra delen av landet, 70 km söder om huvudstaden Tegucigalpa. Agua Caliente de Linaca ligger 246 meter över havet och antalet invånare är 973.